# Войнилове
Деруцьке (біл. вёска Вайнілава) — село в складі Червенського району Мінської області, Білорусь. Село є адміністративним центром Червенської сільської ради, розташоване в центральній частині області.